# Addi Bâ
Addi Bâ Mamadou, właśc. Mamadou Hady Bah (ur. 25 grudnia 1916 w Mamou, zm. 18 grudnia 1943 w Épinal) – francuski żołnierz i partyzant pochodzenia gwinejskiego, nazywany przez Niemców „Czarnym Terrorystą” (Der schwarze Terrorist).

## Życiorys
Wychował się w rodzinie kolonialnego poborcy podatkowego we Francuskiej Afryce Zachodniej. W latach 30. XX wieku wyjechał do Francji metropolitarnej, we wrześniu 1939, mimo niewielkiego wzrostu (1,55 m) został powołany do służby w 12 Pułku Strzelców Senegalskich. 18 czerwca 1940 został wzięty do niewoli, z której zbiegł tego samego dnia obserwując prowadzoną przez hitlerowców egzekucje czarnoskórych jeńców. Schronił się z około czterdziestoma towarzyszami broni w Wogezach, w przeciwieństwie do reszty Afrykańczyków zdecydował się nie uciekać do Szwajcarii ukrywając się w Tollaincourt, w 1942 przystąpił do organizacji podziemnej Ci z Oporu (CDLR).
Wraz z zaostrzaniem się niemieckich represji wobec francuskiej ludności cywilnej i podziemia oraz przez rozpoczęcie wywózek mężczyzn na roboty do Rzeszy, na terenie Wogezów, zaczęły się formować oddziały partyzanckie związane z różnymi ruchami patriotycznymi. W marcu 1943 z rozkazu kierownictwa CDLR por. Marcel Arburger zorganizował obóz maquis „Délivrance”, w którym jego zastępcą został chor. Addi Bâ Mamadou. 11 lipca obóz partyzancki został ewakuowany a 18 listopada okupacyjne siły policyjne rozbiły oddział (ranny podczas próby ucieczki Addi Bâ został aresztowany). Uwięziony w Épinal, mimo stosowanych w czasie przesłuchań tortur, nie udzielił Niemcom żadnych informacji.
Został rozstrzelany 18 grudnia 1943 razem z również schwytanym Arburgerem. Jego szczątki spoczywają obecnie na cmentarzu francuskich żołnierzy afrykańskiego pochodzenia w Colmar.

## Odznaczenia
- Medal Francuskiego Oporu – 2003 (pośmiertnie)[5]

## Upamiętnienie
11 maja 1991 w Langeais jednej z ulic nadano imię chor. Addi Bâ Mamadou. W 2012 gwinejski pisarz Tierno Monénembo opublikował powieść pt. „Le Terroriste noir” opowiadająca życiorys Addi Bâ. W 2017 na jej podstawie powstał francusko-belgijski film Nasi patrioci w reżyserii Gabriela Le Bomina z Markiem Zingą w roli głównej.